# 意大利快运航空
意大利快运航空（Alitalia Express）曾是一家意大利航空公司，隶属于意大利航空，枢纽机场位于米兰-利纳特机场。在意大利航空兼并一航空的时候，此公司以“意大利快运航空”的名义运营。在运营初期，意大利快运航空的枢纽机场是罗马-菲乌米奇诺机场和米兰-马尔彭萨机场。。后期，公司改名为“意大利第一航空”（C.A.I. First）。2015年2月，意大利快运航空被并入其母公司——意大利航空。